# کریگ بردزلی
کریگ بردزلی (به انگلیسی: Craig Beardsley) (زادهٔ 1960) شناگر اهل ایالات متحده آمریکا است.